# Leo Rauth

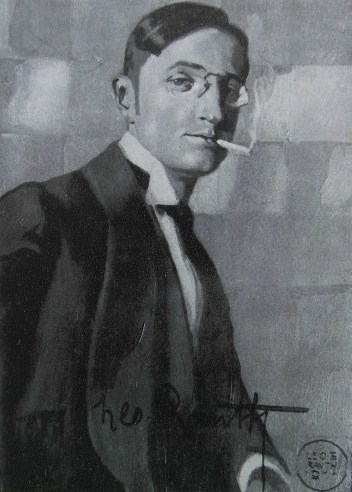
Leo Rauth: Selbstporträt, 1911

Leopold Rauth (* 18. Juli 1884 in Leipzig; † 9. Januar 1913 bei Welschnofen im Eggental, Südtirol) war ein deutscher Maler und Grafiker.

## Leben

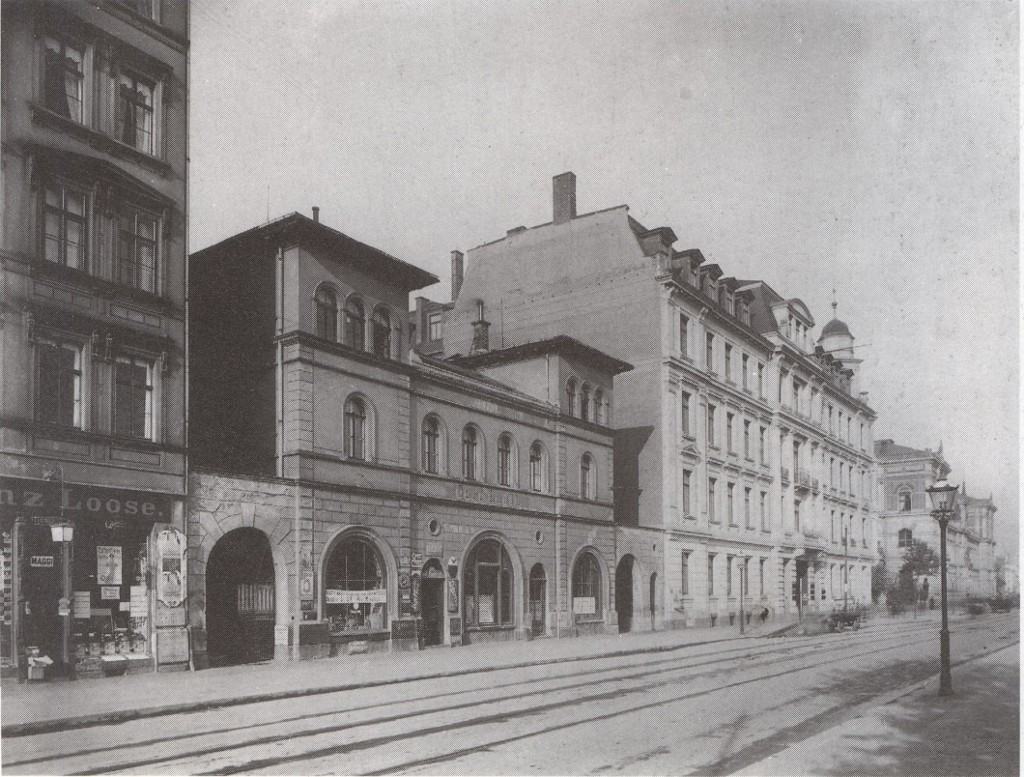
Wohn- und Geschäftshaus der Familie Rauth, Hospitalstraße 12

### Familie und Ausbildung
Leopold Rauth war der Sohn des Leipziger Großkaufmanns und Weinhändlers Carl Rauth und dessen Ehefrau Elisabeth, geborene Holzammer. Wie seine älteren Brüder Karl, Arno und Otto, war er Schüler des König-Albert-Gymnasiums, das er vom 22. April 1895 bis 7. März 1906 besuchte.
Von Ostern bis zum 29. September 1906 studierte Rauth ein Semester an der Königlichen Kunstakademie in Leipzig. Anschließend begab er sich an die Kunstakademie Karlsruhe, um sich bei Ernst Schurth (1848–1910) im Porträt- und Aktzeichnen ausbilden zu lassen. Danach war er Schüler von Waldemar Friedrich (1846–1911) an der Preußischen Akademie der Künste in Berlin. Am 14. Oktober 1908 schrieb er sich an der Münchner Kunstakademie in die Malklasse von Franz von Stuck ein. Hier widmete er sich insbesondere dem Porträt-, Akt-, Figur- und Gewandzeichnen.
Nach Studienaufenthalten in Paris und Venedig kehrte Rauth 1909 nach Leipzig zurück, wo er in kurzer Zeit meteorhaft am Kunsthimmel emporstieg. In den ihm verbleibenden drei Lebensjahren brachte er eine erstaunliche Fülle vielseitiger Produktionen als Maler und Zeichner hervor. Seine Bilder wurden vielfach in Ausstellungen präsentiert, wo sie allerdings keineswegs nur Zustimmung erfuhren. Und gerade weil man sie nicht so ohne Widerspruch aufgenommen hat, sind sie mehr beachtet worden, als dies bei Kollektivausstellungen sonst der Fall ist. Nach dem frühen Tod des Künstlers veranstaltete die renommierte Leipziger Galerie Pietro Del Vecchio vom 2. Februar bis 9. März 1913 eine Gedächtnisausstellung zu Ehren des verstorbenen Künstlers. Das Leipziger Auktionshaus Oswald Weigel versteigerte im März und April 1914 einen Teil des künstlerischen Nachlasses Leo Rauths, darunter 56 Ölgemälde, 80 kolorierte Handzeichnungen, 41 Radierungen und kolorierte Drucke. Weitere Gemälde wurden von der 1913 gegründeten Kunsthandlung seines älteren Bruders Wilhelm Rauth veräußert.

### Künstlerisches Schaffen

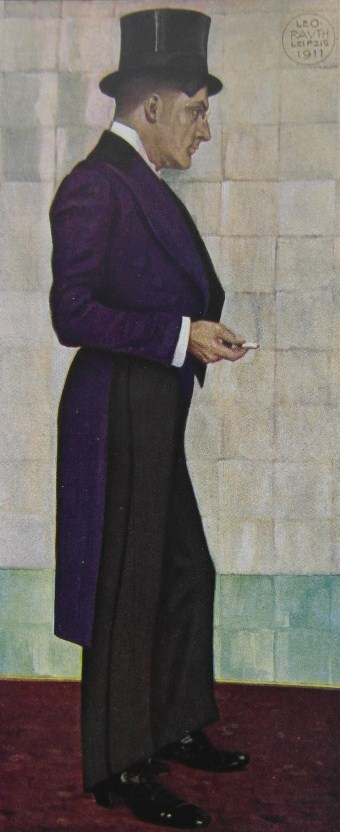
Leo Rauth: Selbstporträt in blauem Frack, 1911

Reklamemarke der Kunsthandlung Wilhelm Rauth, die den künstlerischen Nachlass Leo Rauths verwaltete

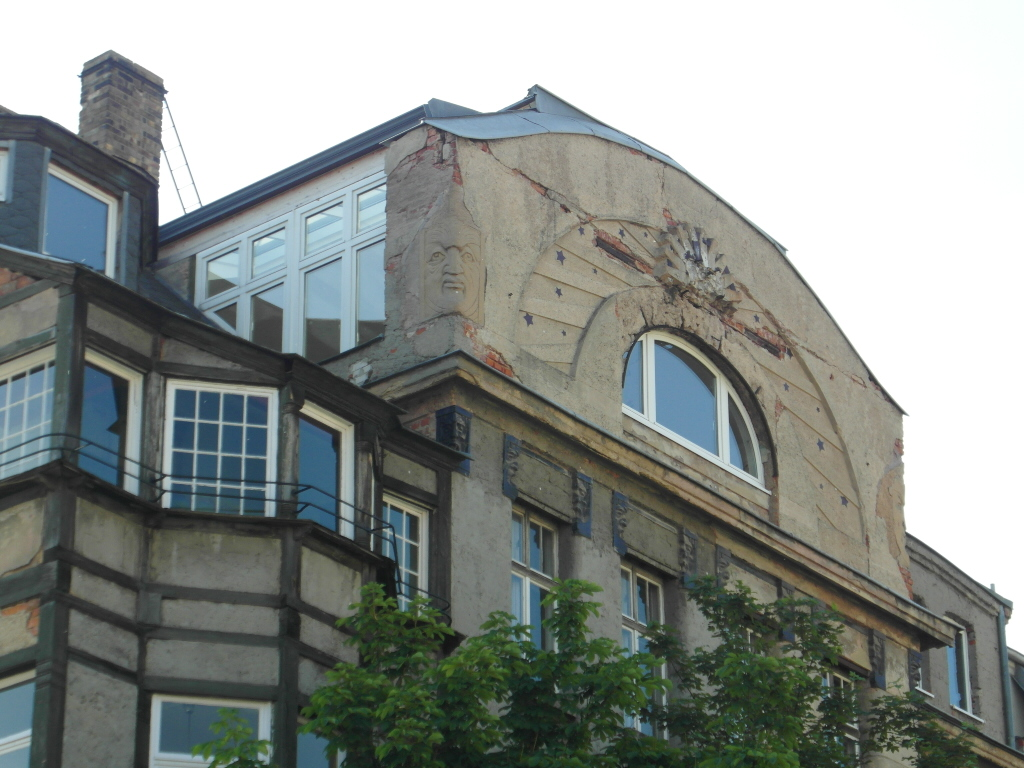
Atelierwohnung des Künstlers (ab 1912) in der damals mondänen Kaiser-Wilhelm-Straße in Leipzig (Aufnahme 2017); Architekt: Georg Wünschmann, Fassadenschmuck: Bruno Héroux

In der Anfangsphase seines künstlerischen Schaffens war Rauth von der Malweise der Münchner Schule um Franz von Stuck beeinflusst. Bald fand er jedoch zu seinem eigenen Stil, der sich vor allem in einer eigentümlichen Erfindung von sprechenden Gesten und Bewegungen und einer dekorativen, kontrastreichen Farbgebung zeigte. Seine Gemälde lassen eine charakteristische Neigung zu plakativer Wirkung erkennen: So steht Rauths Haremswächter vor einem dunkelblauen Vorhang mit weißen Tupfen, sein nackter Sieger ist in ein großes blutrotes Tuch gehüllt und im Gemälde Sommerspuk (Scherzo) schmiegt sich ein braun-schwarzerdiger Faun an die helle Lichtgestalt einer jungen Tänzerin.
Zu Rauths besten malerischen Leistungen zählt das Porträt. Oftmals stellt er die Abgebildeten vor einem flachen Hintergrund aus farbigen oder silbernen Kacheln dar, von dem sich die Farben und Linien der Porträtierten kräftig abheben.
Rauths Motive entstammten der Mythologie, dem Märchen und der Legende, vor allem aber dem Mummenschanz und der Maskerade des Karnevals. Der Münchner Fasching und das Varieté und ihre mondäne Lebewelt haben Leo Rauth zum Künstler gemacht. Ihre luministischen Erscheinungen, die Groteske ihrer Bewegungen, ihr phantastisches Gaukelspiel, ihre Typen und Figurinen haben ihn inspiriert. Daneben malte er Gestalten aus der Welt des Rennplatzes, der Nachtcafés und Bars, Damen und Herren, elegant gekleidet in Phantasiekostümen oder nach der neuesten Mode und mit preziöser Gebärde. Als Künstler brachte ihm dies große Beliebtheit, aber auch den Vorwurf des übertriebenen Ästhetizismus ein.
Zu Rauths Lieblingsmotiven gehörte außerdem der Pierrot und Szenen aus dem Märchen Froschkönig. Die Begegnung zwischen Prinzessin und Frosch gestaltete er in sechs verschiedenen Varianten. Der Firma Philipp Rosenthal dienten Rauths Froschkönig und Liebesschwur als Entwürfe für zwei der beliebten Rosenthaler Porzellanfigurinen.
Leo Rauth widmete sich als Grafiker auch der Gebrauchskunst. Seine Plakate zählten zu den besten ihrer Art. Daneben fertigte er Radierungen, entwarf Exlibris, Geschäftskarten, Postkarten, Warenzeichen, Buchumschläge und Buchillustrationen.
Die kolorierte Zeichnung wurde für den geborenen Linienkünstler das eigentliche künstlerische Ausdrucksmittel, mit der er die Vielfalt seiner gestalterischen Ideen adäquat umzusetzen vermochte. Am nachhaltigsten hat er sich durch seine Zeichnungen von Tänzen bekannt gemacht. Eine Auswahl davon gab Rauth als handkolorierte Lichtdrucke in zwei heute äußerst raren Mappen heraus. In farbig höchst aparten Figuren sind alle nur erdenklichen Tänze dargestellt, alle kulturhistorischen, von den mystisch-feierlichen der Ägypter angefangen bis zum Cancan und Cake Walk und Twostep. Zu Mignons Eiertanz und Salomes Schleiertanz gesellen sich berühmte Tänzerinnen ihrer Evolutionen: Cleo de Merode, Saharet in der Kathinka-Polka, Ruth St. Denis mit ihrem Schlangentanz, andere mit Phantasie- und Kabarettänzen. Mit bewundernswerter Beobachtungsgabe hat Rauth die verschiedenen Tanzarten erfaßt, ihren Rhythmus, ihr Temperament, in Bewegung und Linien der Körper, der Arme, der Finger, in der Art, wie die Tanzenden auftreten, die Füße bewegen. Ganz erstaunlich sind die immer neuen Darstellungen exzentrischer Stellungen, die graziösen, verführerischen Körperverrenkungen, dieses geschmeidige Wiegen und leidenschaftliche Locken verlangender, sich preisgebender Tanzgebärden. In diesen köstlichen Tanzbildern weiß Rauth auch das Kostümliche, die kleinen intimen Einzelheiten verführerischer Dessous, das Flimmern und Gleißen der Stoffe, der Spitzen und Perlen mit Raffinement zu behandeln.
Für Leo Rauth war der Tanz ein Lebensthema. Bereits auf den Münchner Künstlerkarnevalsfesten trat er mit Inszenierungen von Bajaderen- und Bauchtänzen hervor. In Leipzig entwarf er dem Stadttheater Figurinen für ein Rokoko-Ballett zu der Musik Les petits Riens von Mozart.
Rauth, dem selbst Kritiker eine große Zukunft als Maler voraussagten, konnte sein künstlerisches Talent nicht vervollkommnen. Es klingt wie eine Vorausschau auf das jähe Ende eines kurzen, intensiven Künstlerlebens, wenn Paul Kühn wenige Monate vor Rauths Tod in seinem einfühlsamen Essay einleitend und zugleich resümierend über den jungen Maler schrieb: „Der Künstler, dem diese Zeilen gelten, stellt sich uns selbst im Bilde vor, in dunkelblauem Frack und Zylinder, wie ein eleganter Conférencier vom Überbrettl, ein wenig blasiert, ein wenig mokant, selbstbewußt und frech und doch wieder träumerisch, in Erinnerungen an die Münchner Künstlerredouten das Leben in seinen flüchtigen, prickelnden Freuden und melancholischen Vergänglichkeiten kostend. Fasching und Aschermittwoch.“
Leo Rauth starb völlig unerwartet während eines Aufenthalts in Südtirol im Gasthof des Anton Dejori an der Elisabeth-Promenade oberhalb von Welschnofen. Er wurde auf dem dortigen Kirchhof zwischen Beinhaus und Friedhofsmauer anonym bestattet. Dieser Teil des Friedhofs wurde in den 1960er Jahren aufgelassen und überbaut.

## Mitgliedschaften
- Deutscher Künstlerbund[20]
- Leipziger Secession
- Deutsche Exlibris-Gesellschaft

## Ausstellungen (Auswahl)
- 1909 Galerie Del Vecchio, Leipzig: Grafiken von Leo Rauth und Heinrich Haberl (1869–1934)
- 1909 Kunsthalle P. H. Beyer & Sohn, Leipzig: Zeichnungen, Lithographien und Radierungen
- 1910 Erste Leipziger Jahresausstellung der Secession: Ölgemälde: Herrenbildnis und Porträt
- 1910 Kunst und Gewerbehalle Hannover: Sonderausstellung Leo Rauth: 40 Ölgemälde: Porträts und Genrebilder, Grafiken
- 1911 Leipziger Jahresausstellung: Ölgemälde: Aline Sanden als Carmen
- 1911 Internationale Aquarell-Ausstellung des Sächsischen Kunstvereins
- 1911 Kunstausstellung Tausch und Grosse, Halle/Saale: Große Sonderausstellung Leo Rauth: 100 Werke
- 1911 Sächsischer Kunstverein Dresden: Sonderausstellung Leo Rauth: 14 Ölbilder, 33 Radierungen und Handzeichnungen
- 1911 Galerie Del Vecchio, Leipzig: Sonderausstellung Leo Rauth[21]
- 1912 Ausstellung der Göttinger Kunstfreunde, Göttingen: Werkschau Leo Rauth: 25 Gemälde, 30 Aquarelle, 20 Handzeichnungen, 10 Radierungen
- 1912 Städtisches Suermondt-Museum, Aachen: Werkschau Leo Rauth
- 1912/13 Kunstausstellung Tausch und Grosse, Halle/Saale: Werkschau Leo Rauth
- 1913 Galerie Del Vecchio, Leipzig: Große Gedächtnisausstellung: Nachgelassene Werke Leo Rauth

## Kritik
„Trara Bumbum, ein Cake-Walk tönt, Frou-Frou rauschen als wären sie von Seide, starker Duft von Patschuli, kurz Tingeltangel. Das ist das Motto der Kunst des jungen Leipziger Künstlers Leo Rauth, Leo Rauth, ein Schüler Stucks, besitzt ein gutes Talent, sein Farbensinn ist glücklich ausgebildet, und manches seiner Werke vielversprechend. Aber! Ja aber, er las Oscar Wilde allzugründlich und liebt zu sehr den bunten Schein der Unaufrichtigkeit, der der Kunst des Varieté in unserer Zeit zum Siege verhalf. Das Varieté auch gab ihm ein, daß es auf Massenwirkung, nicht auf Qualitätswert ankäme. Fleißig ist der junge Künstler, und dieser Fleiß könnte sein Talent zu schönen Siegen führen, wenn nicht ein übertrieben preziöses Aesthetentum, Dorian Graymanier, ihn auf die Bahn lenkte, wo das Licht der Kunst blenden nicht erwärmen will. Daß dem so ist, beweist ein Blick auf das Programm der Ausstellung. Ein junger Mann mit Frauenbeinen im roten Smoking, unrichtig in jeder Linie der Zeichnung, aber schick durch und durch, begrüßt uns. Der Künstler selbst inmitten seiner Werke wird auf Blatt 2 vorgeführt, doch nicht als Mensch, der in der Wirklichkeit schafft, nein als Pierrot. Der Künstler, der Schaffende, der Vermittler zwischen Ewigkeit und Alltag als Pierrot, als getäuschter Clown, sapienti satis. (...) Genug des Tadels, dem ich heftig Ausdruck geben mußte, weil Rauth ein Talent ist, weil er etwas kann, und durch den Beifall der Menge für alles Leichtgefällige für immer der Kunst verloren gehen kann. Talent ist Verantwortlichkeit vor der Zukunft, nicht Beifall der Unverständigen. In welcher Richtung der Künstler seine Wege zu suchen hat, das erweisen die Werke, wo er der Natur, der Schulmeisterin alles Echten, folgt. Seine beiden Selbstporträts, das Knabenbildnis Wolf v. Pittler, die Sandenporträts als Carmen, das Damenbildnis bleiben Beweise eines künstlerischen Könnens. Wohl spürt man noch hier und da den Einfluß der Münchner Luft. Der vorzüglich gemalte Hintergrund, heiter und temperamentvoll, wie ein kleiner Bube auf dem Knabenbild zeigt Fritz Erlers Einfluß (...) aber mit Glück und künstlerischer Kraft angewandt. Noch besser ist das Selbstporträt (Brustbild) gelungen. Die blaue Stimmung beherrscht diese Leinwand und um mit einem Akzent den Kopf hervorzuheben der einzig gelbe Fleck der Krawatte. In dem temperamentvollen Carmenbildnissen wird das grelle Licht der Lampe glücklich zur Hebung einer Bühnenwirkung mit angewandt. Daneben zählt die Entgleisung im Decarli als Orest wenig. Beinahe habe ich vergessen auf das gute Bild des Türkenknaben hinzuweisen, wo wieder die blauen Töne in glücklichem Gegensatz zum braunen Teint gebracht sind, und als neues Kunstmittel der rote Fez hinzutritt. Wenn Rauth der Opiumstimmung und dem unechten Schein einer überwundenen Oscar-Wilde-Begeisterung entsagen könnte, wenn sein Schaffen nicht nach Erfolgen des Augenblicks schielte, sondern nach innerer Befriedigung, wenn Leonardo da Vincis "Gareggiare la natura" über seiner Arbeitsstätte, die keinem Teeroom, sondern einem richtigen Arbeitsraum gleichen muß, in goldenen Lettern stünde, dann würde eine kommende Zeit von Leo Rauth dem geschmackvollen Portraitmaler einer eleganten Welt reden dürfen. Wenn meine Mahnung verhallt ohne Echo in der Brust des Künstlers, dann wird Rauth, mit Erfolgen des Augenblicks beglückt in die dunkle Liste der Vergessenheit eingetragen, vergehn, wenn sein Odem vergeht.“

## Nachrufe

Café-Restauration an der Elisabeth-Promenade bei Welschnofen (Postkarte, 1911). In der Dachkammer dieses Gebäudes starb der Künstler 1913 unter tragischen Umständen.

Traueranzeige für Leo Rauth

„Eine recht bittere Überraschung kommt durch eine Meldung aus Tirol nach Leipzig. Unerwartet starb auf der Reise nach Tirol der bekannte und sehr geschätzte Leipziger Maler und Graphiker Leo Rauth. Seinem Wunsche gemäß wurde er in aller Stille in Birchabruck in Tirol beigesetzt. Mit Leo Rauth ist ein sehr begabtes Mitglied der jungen Leipziger Künstler-Generation plötzlich von uns geschieden. Wer im vorigen Jahr bei Del Vecchio die Gesamtausstellung von Werken des eigenartigen Malers und Zeichners gesehen hat, wird den Verlust recht bitter empfinden. Trotz seiner Jugend hatte Rauth in seinen kolorierten Tanzszenen bereits einen besonderen Typus geschaffen. – Rauths eigenartige Bilder waren auf den ersten Blick von vielen anderen des gleichen Genres zu unterscheiden. Grazie in allen Bewegungen, dazu eine überraschende Farbharmonie waren das Hervorstechende in seiner spezifischen Kunst. Indes war er auch als Oelmaler eine erfreuliche Erscheinung. Er pflegte sich die schwierigsten Aufgaben zu stellen. So erinnern wir uns eines Freilichtgemäldes – Tennisspielerinnen im Sommerlichte –, bei dem mit fester Hand die zartesten Farbtöne auf der Leinwand wiedergegeben waren. Bekannt sind seine Selbstporträts, und zwar gerade infolge der meisterlichen Farbenwirkung. Der junge Maler wird in der Kunstwelt nicht so bald vergessen werden, lebt er doch in seinen Zeichnungen, die sich in allen Sammlungen einen ehrenvollen Platz erworben haben, nach. Auf vielen seiner Blätter ist übrigens sein eigenes Antlitz scharf zu erkennen. Die Leipziger Künstler und Kunstfreunde werden dem tüchtigen Manne, der so früh aus dem Leben scheiden mußte, obgleich er in seiner Kunst dem Leben gerade die frohe Seite abzulauschen wußte, ein treues Andenken bereiten.“

„Zum Beschluß bringe ich zwei Blätter des allzu früh verstorbenen Leipziger Graphikers und Malers L e o R a u t h. Die Leipziger Exlibris-Gesellschaft hat sein Andenken durch eine kleine Feier, verbunden mit Ausstellung graphischer Arbeiten, geehrt; aber auch an dieser Stelle dürfte ein kurzer Nachruf für den begabten Künstler berechtigt sein. Davon überzeugen die beiden zarten Blätter für Ric und Friedel von Carlowitz. - Am 18. Juli 1884 geboren, ist der Künstler am 9. Januar 1913 freiwillig aus dem Leben geschieden. Das bunte Dasein konnte seinen Lebenshunger nicht mehr stillen, und die Rosen, die er suchte, machten ihn den winkenden Lorbeer vergessen. Die Welt des Scheines, Theater, Variété, Ballett, war es, die ihn vor allem lockte und anregte; aber er vergaß über ihr die Wirklichkeit und konnte sie im Erwachen aus seinen Künstlerträumen nicht mehr ertragen. Am Glanze einer falschen Sonne ging er zugrunde, so erlosch sein eigenes Licht. - Uns aber laßt Rosen des Lebens, Lorbeer der Erinnerung an seine Kunst auf das Grab des früh Verblichenen legen.“

## Werke (Auswahl)

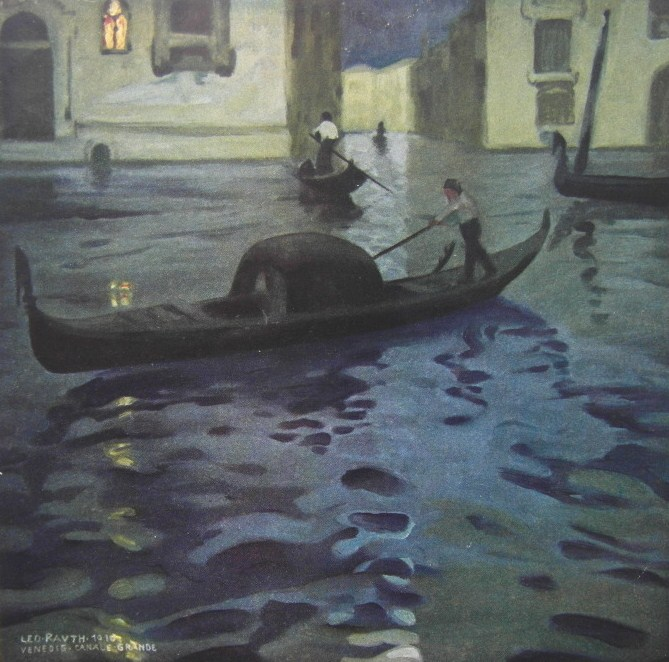
Venezianisches Nocturno
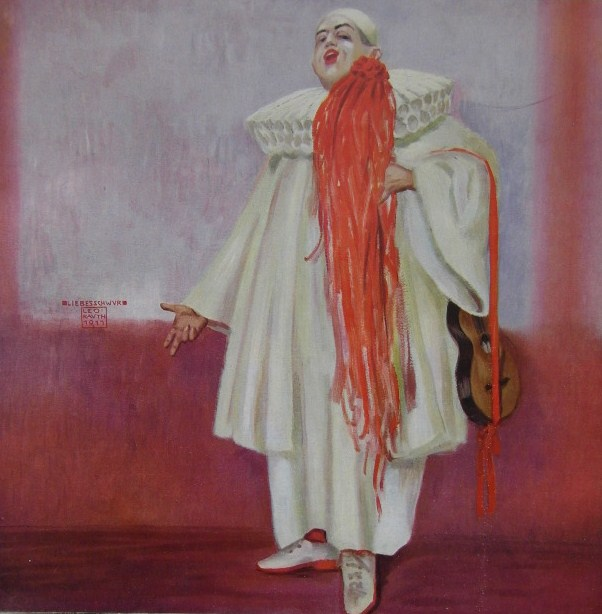
Liebesschwur
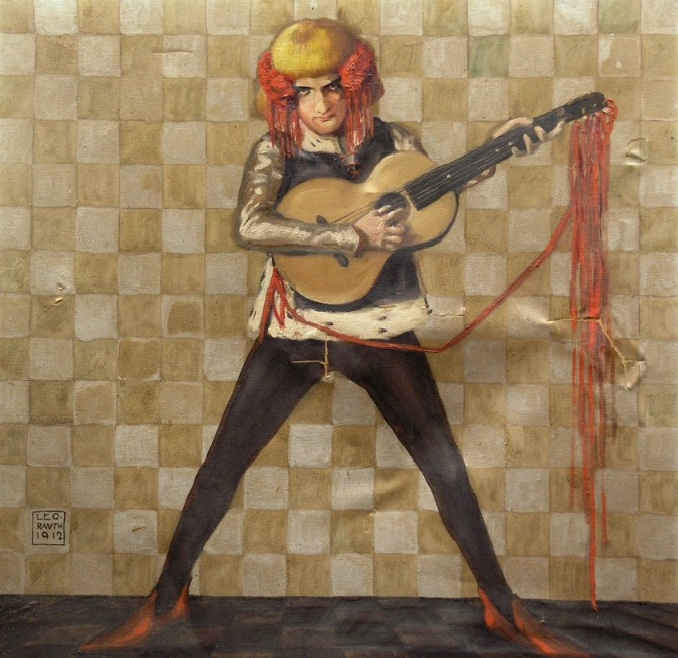
Pagenlied (Selbstbildnis)
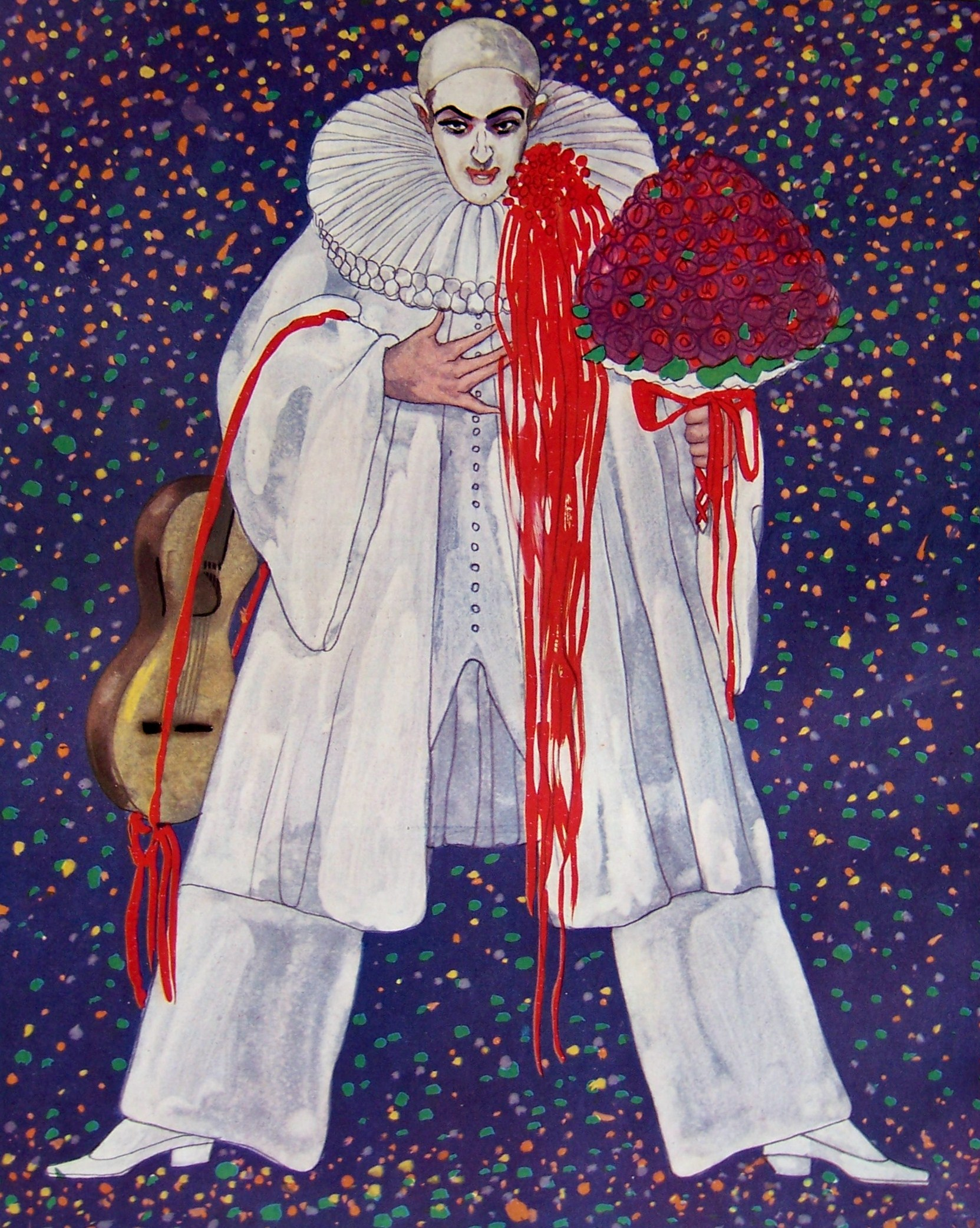
Ein gern gesehener Gast
Im Rampenlicht
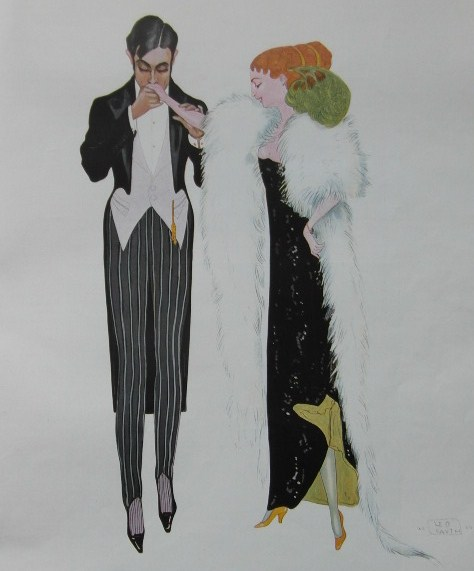
Handkuss
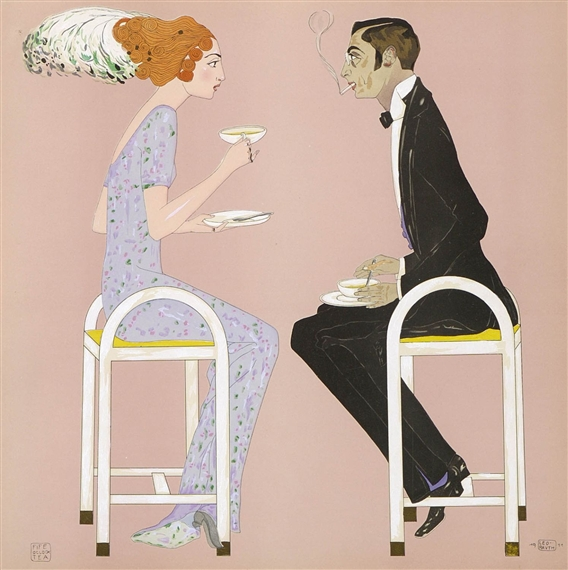
Five O'Clock Tea
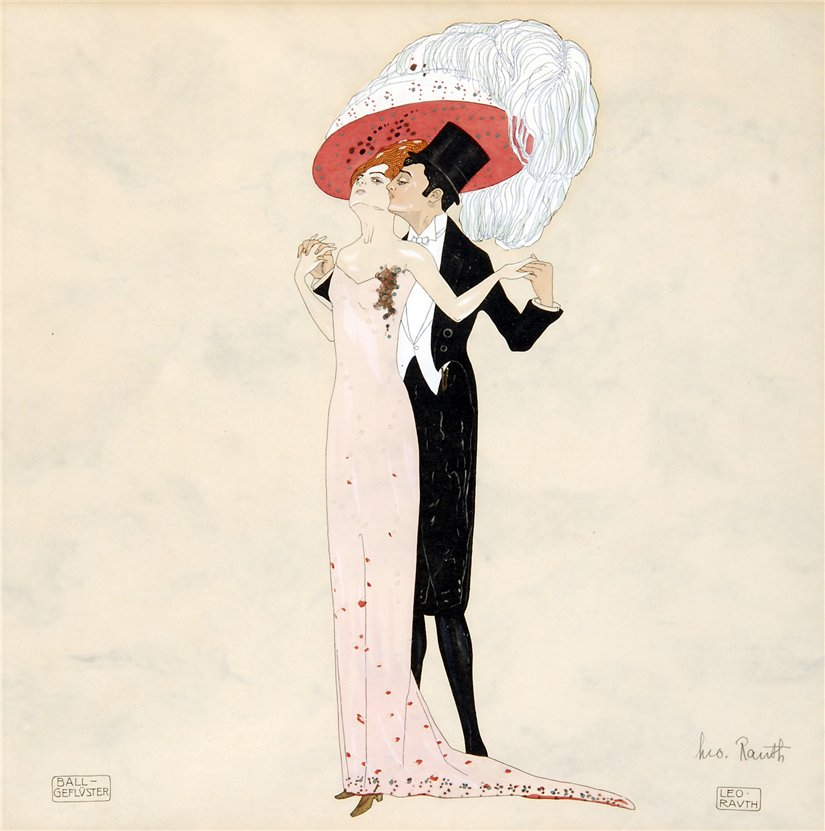
Ballgeflüster
Frühe Grafik im Schablonendruckverfahren
Vaslav Nijinsky tanzt L’Après-midi d’un faune
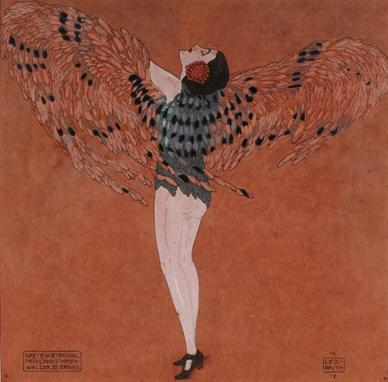
Grete Wiesenthal tanzt den Frühlingsstimmenwalzer
Salome
Brandstiftung
Sommerspuk
Gratulation
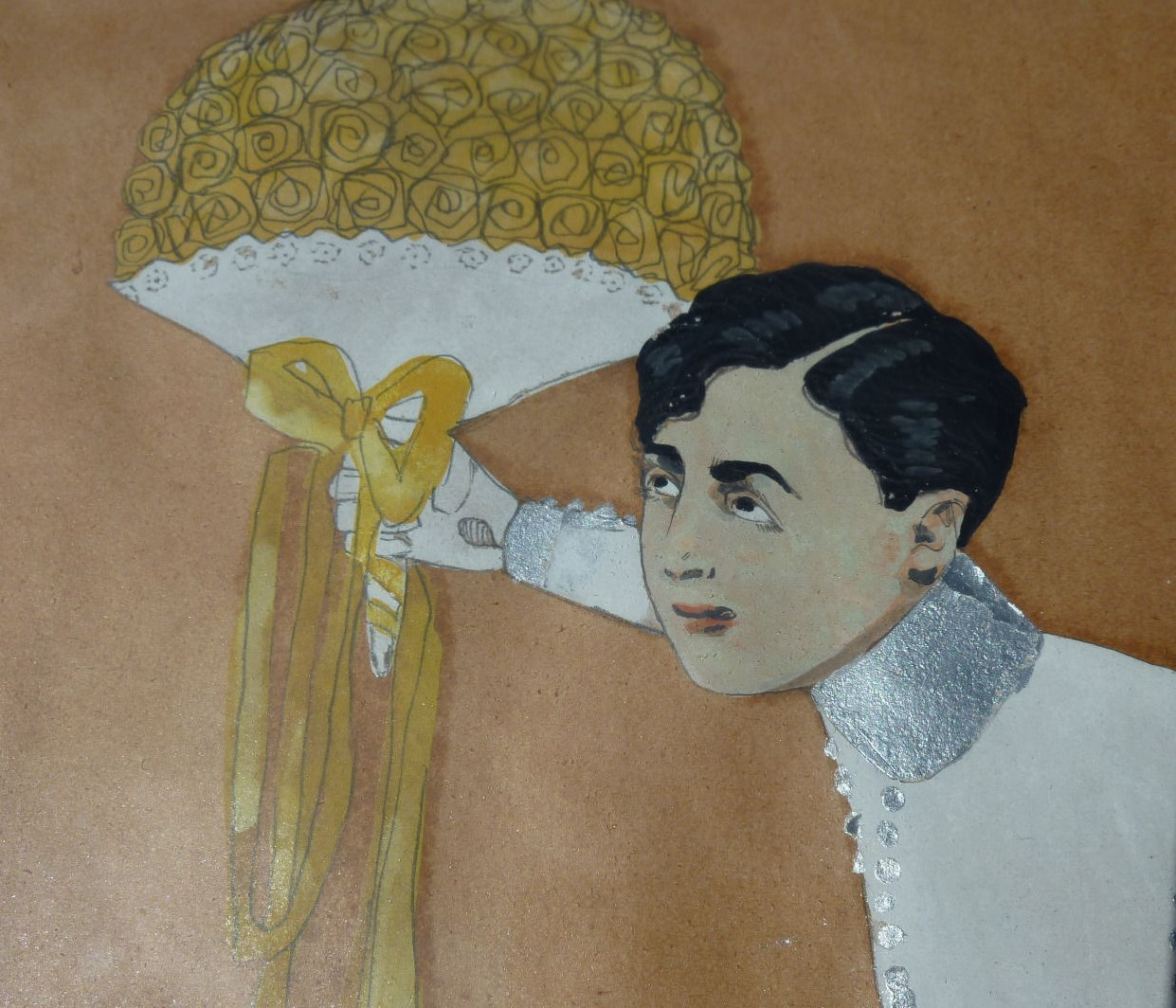
Gratulation Detail
Buchschmuck Muschi
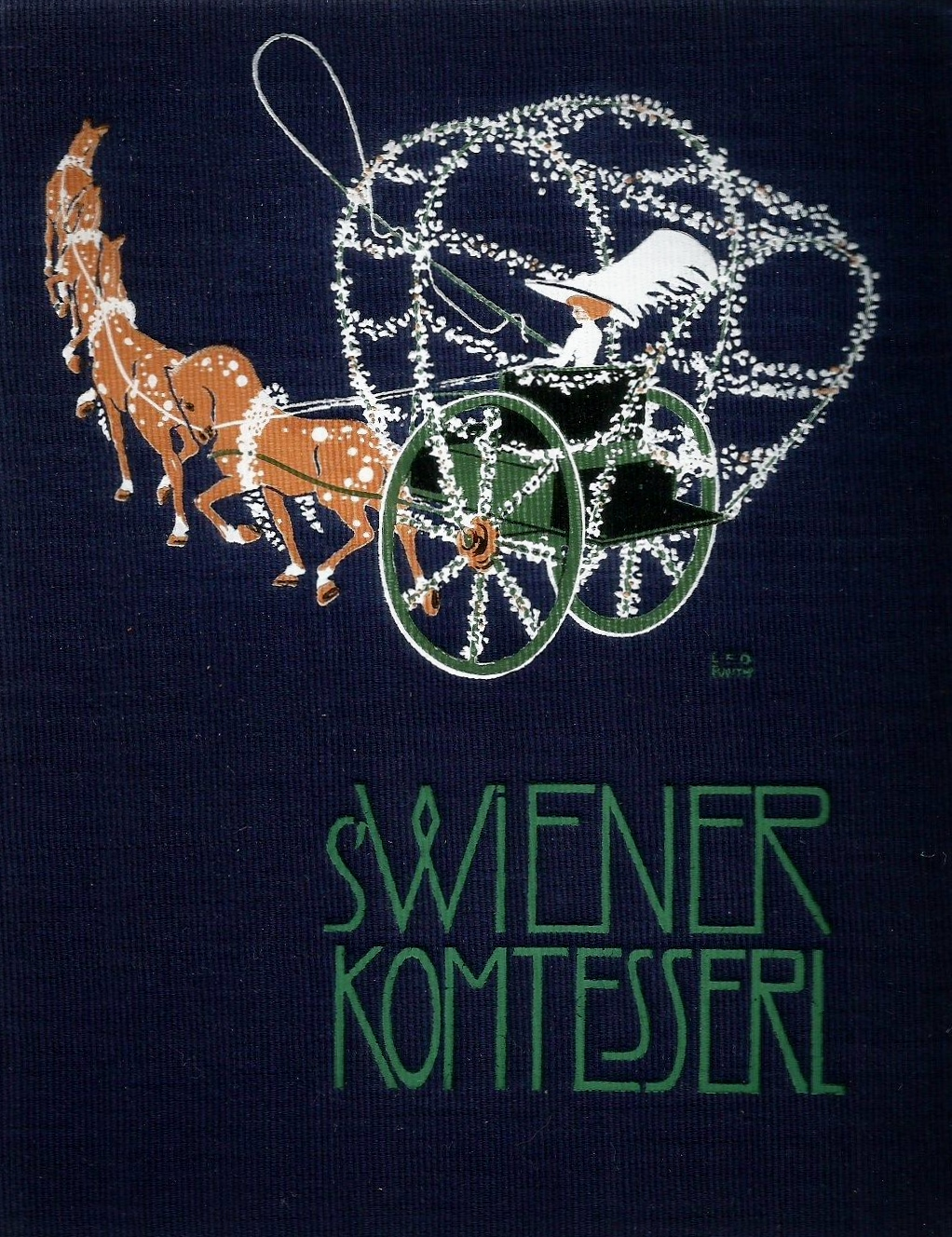
Buchschmuck S' Wiener Komtesserl
Ikarus
Herrenportrait sitzend
Der weiße Pfau
Der weiße Pfau (Detail)
Aline Sanden als Carmen
Plakat für Télémaque Lambrino

Gemälde
- Aschermittwoch
- Bacchantenzug
- Belauschter Flötenspieler am Bache, 110 × 55 cm
- Brücke in Venedig I, 48 × 63 cm
- Brücke in Venedig II, 44 × 72 cm
- Calle della Croce in Venedig, 66 × 39 cm
- Faschingslied, 58 × 77 cm
- Flauto solo (Mann mit Panflöte in Landschaft), 75 x 75 cm
- Flötenspieler in Landschaft, 90 × 90 cm
- Froschkönig
- Geiger, 102 × 76 cm
- Göttin à la mode, 124 × 124 cm
- Gratulant, 105 × 80 cm
- Gratulant II, 48 × 35 cm
- Gratulant III, 48 × 35 cm
- Haremswächter
- Hass und Liebe (Mädchengestalt mit Rosen- und Dornenkranz), 80 × 124 cm
- Ikarus, 80 × 80 cm
- Im Rampenlicht, 37 × 27 cm
- Japanzauber (Japanerin) 100 × 70 cm
- Knabenakt, 88 × 70 cm
- Karnevalszene I (Mädchen auf Sofa und Pierrot), 162 x 120 cm
- Karnevalszene II (Mädchen auf Sofa mit Lautenspieler), 90 × 90 cm
- Liebesgeflüster, 70 × 102 cm
- Liebesschwur
- Loin du bal
- Mönch, 38 × 28 cm
- Nach der Redoute, 56 × 66 cm
- Nijinski als tanzender Faun, 70 × 70 cm
- Parsival
- Piazza Trento, 46 × 34 cm
- Rio Marina, Venedig, 47 × 67 cm
- Rosenzeit (Mädchen mit Rosen auf Ruhebett), 72 x 72 cm
- Ruth St. Denis: Rosentanz, 29 × 29 cm
- San Michele in Venedig, 80 × 130 cm
- Schicksal, 200 × 200 cm
- Schlafendes Mädchen, 78 × 78 cm
- Schleiertänzerin (Rückseite bemalt), 94 × 68 cm
- Die Schwabinger Malweiber
- Sieger
- Sommerspuk (Faun mit Dame im Reifrock), 70 x 70 cm
- Sonnenwendfeier. Verliebtes Volk 80 × 124 cm
- Spiegelbildnis (Dame in Grün vor blauen Kacheln) 115 x 70 cm
- Sternenkinder (Liebespaar auf Wiese unter Sternenhimmel), 47 × 55 cm
- Strand vom Lido
- Straße in Trento, 46 × 34 cm
- Susanna, 90 × 90 cm
- Venedig: Fondamento nuovo, 80 × 80 cm
- Venezianisches Nocturno, 75 × 75 cm
- Vicola Colico, Trento, 42 × 27 cm
- Der weiße Pfau, 40 × 40 cm

Porträts
- Selbst (Kopf-Zeichnung, s/w), 38 × 38 cm
- Selbst im weißen Sweater (Rückseite bemalt), 102 x 70 cm
- Selbst mit Zylinder und blauem Frack, 169 × 73 cm
- Selbst, roter Fasching, 70 × 40 cm
- Selbst vor Staffelei
- Der Maler selbst, 175 × 70 cm
- Pagenlied, Selbstbildnis, 70 × 70 cm
- Ludwig van Beethoven (kolorierte Handzeichnung), 38 x 38 cm
- Max Brüning, 124 × 124 cm
- Bubi, 115 × 115 cm
- Walter Bud, Öl auf Pappe, 47 × 62 cm; Neue Pinakothek, München
- Bruno Decarli als Orest, 71 × 71 cm
- Dr. Fischer, 166 × 95 cm
- Hans Günther, 140 × 65 cm
- Herrenporträt sitzend, 65 × 46 cm
- Wolff von Pittler (Kinderbildnis)
- Prof. Rehbold, Genf (kolorierte Handzeichnung), 38 x 38 cm
- Aline Sanden als Carmen, 170 × 78 cm
- Franz von Stuck (kolorierte Handzeichnung), 38 x 38 cm
- Franz von Stuck (mit Unterschrift, kolorierte Handzeichnung), 16 × 12 cm
- Grete Wiesenthal (kolorierte Handzeichnung), 38 x 38 cm

Zeichnungen
kolorierte Handzeichnungen, alle Maße, wenn nicht anders angegeben: 38 × 38 cm
- Eine Amorette I und II
- Arachne
- Ballgeflüster
- Bal paré
- Der Besondere, 48 × 24 cm
- Blonde Sklavin
- Bubi (Nach dem Gemälde)
- Cabaret-Tanz
- Eine Dame (Aus einem Ballett zu Les petits Riens von Mozart)
- Dandy auf Strandkorb sitzend
- Danse lumineuse
- Dansing Song
- Demaskiert
- Dessert (Liebespaar)
- Domino (Frauengestalt)
- Eitelkeit
- Eisläufer
- Estella
- Faschingsgratulant
- Fastnachtsteufel
- Finale (Der Tod und das Mädchen)
- Five O'Clock Tea
- Flauto solo (Nach dem Gemälde)
- Flieder
- Florine
- Das Genie, 41 × 29 cm
- Ein gern gesehener Gast
- Gesindeball
- Gratulation
- Griechische Tänzerin
- Grille, 21 × 10 cm
- Grille grosso, 21 × 10 cm
- Handkuss
- Heilige Stunde
- Herrschaften vom Sportplatz
- Hochzeitsreise im Auto
- Im Goldbett
- Indischer Gaukler
- Japanerin
- Karnevalszene I und II
- Ein Kavalier
- Königin der Nacht
- Der Kunstmaler, 34 × 23 cm
- Lenz
- Leutnant
- Libelle
- La Machiche
- Die Nacht
- Nijinski als tanzender Faun
- Nijinski in Nachmittag eines Fauns
- Der Persianer (Herrenbildnis)
- Der Platzhecht
- Praliné
- Der rote Smoking
- Roter Pierrot
- Scherzo (Nach dem Gemälde Sommerspuk)
- Schwibs
- Sirene (Dame am Strand), 46 × 37 cm
- Studie zu Ikarus, 61 × 61 cm
- Tanz-Kavalier
- Taumel
- Till Eulenspiegel I und II
- Schleiertanz
- Unter Sternen
- Versöhnungsfest
- Der weiße Pfau
- Was kostet die Welt
- Das Windspiel
- Zéze
- Zirkusknix, 16 × 15 cm

Plakate
- Leipziger Sezession
- Korsetthaus Köhler
- Felsche Chocolade Cacao
- Zigarette Dajonzy
- Gedenkblatt zum zehnjährigen Stiftungsfest des Leipziger Automobilklubs
- Télémaque Lambrino

Radierungen
- Treppenaufgang zur Akademie in München
- Salome
- Der Kampf

Exlibris
- Fridel von Carlowitz
- Ric von Carlowitz

Illustrationen
- Else Hofmann: Baroness Steffi, Buchschmuck Leo Rauth, Abel & Müller, Leipzig 1910.
- Else Hofmann: Muschi, Buchschmuck Leo Rauth, Abel & Müller, Leipzig 1910.
- Else Hofmann: s' Wiener Komtesserl, Buchschmuck Leo Rauth, Abel & Müller, Leipzig 1912.
- Otto Wilhelm Lange: Wieland der Schmied. Drama in vier Aufzügen, Illustrationen Leo Rauth, Osterheld, Berlin 1912.
- Reklamemarke Verlag Abel & Müller

Publikationen
- Tänze. Acht originalgroße (40 × 40 cm), handcolorierte Lichtdrucke in Mappe. Verlag Röder & Schunke, Leipzig 1911. Inhalt: Saharet: Kathinka Polka; Ruth St. Denis: Schlangentanz; Cake Walk; Dansing Song; Wiener Walzer; Pierrot & Colombine: Ringelreih'n; Scherzo; Fascination-Valse.
- Tänze. Achtzehn originalgroße (38 × 38 cm), handcolorierte Lichtdrucke in Mappe. Glaß und Tuscher, Leipzig 1911.
- Tänze. Reproduktionen von Federzeichnungen, handcoloriert. Kunstanstalt Riffarth & Co., Leipzig 1912. Dieses Werk wurde in einer einmaligen Auflage von 500 durch die Presse nummerierten Exemplaren hergestellt.